# Индуцированное бредовое расстройство
Индуцированное бредовое расстройство — редкое нарушение психики, при котором бред разделяется двумя или несколькими лицами с тесными эмоциональными связями. Бредовая симптоматика при индуцированном бреде демонстрируется «реципиентом бредовой фабулы» (человеком, которому индуцируется бред), в то время как источником бреда («индуктором бреда»), является другое лицо: обычно это истинный бредовый больной, имеющий авторитет для реципиента бредовой фабулы — индуцируемого или индуцированного лица.
Индуцированное бредовое расстройство присутствует в современной Международной классификации болезней (МКБ-10). В американском Диагностическом и статистическом руководстве по психическим расстройствам четвёртого издания (DSM-IV и DSM-IV-TR) данное расстройство называлось «совместное (общее) бредовое расстройство» (англ. shared psychotic disorder, код 297.3). В следующем издании (DSM-5) это расстройство не включено, и если присутствуют критерии бредового расстройства (297.1/F22), ставится указанный диагноз. Если нет соответствия диагностическим критериям бредового расстройства, но индуцированный бред присутствует, по DSM-5 ставится диагноз «другое уточнённое расстройство шизофренического спектра и другое психотическое расстройство» (англ. other specified schizophrenia spectrum and other psychotic disorder, код 298.8/F28).

## История
Впервые расстройство описано французскими психиатрами Эрнестом Шарлем Ласегом и Жаном-Пьером Фальре в 1877 году как «folie à deux» (/fɔˈli a ˈdø/, помешательство вдвоём). Такое название было выбрано по причине того, что при данном заболевании сходные бредовые переживания обнаруживаются, как правило, у двух людей, находящихся в тесных связях. Первую монографию об индуцированных бредовых расстройствах опубликовал рижский психиатр Макс Львович Шенфельд в 1893 году.

## Общая информация
Первоначальный бред у индуктора по содержанию обычно является бредом преследования, бредом величия, либо ипохондрическим бредом. Реципиент зачастую зависит или подчиняется человеку с истинным психозом, и связан с ним тесными эмоциональными связями.
Обязательным условием бредовой индукции является тесная связь реципиента с индуктором бреда, вплоть до исчезновения чувства отличия. Образование такой связи не всегда предполагает личный контакт или даже знакомство, важен авторитет индуктора в глазах реципиента.
Как правило, в случаях индуцированного бреда индуцируемое лицо либо обладает повышенной внушаемостью, либо недостаточно критически осмысливает идеи, с которыми знакомится, и повторяет чужие бредовые фабулы как истину в конечной инстанции. Любопытно, что индуцированный бред часто отличается таким же упорством, такой же яркой аффективной окраской и так же не поддается логическому осмыслению или критическому разъяснению, как и истинный первичный бред.
В ряде случаев реципиент бредовой фабулы оказывается носителем более или менее выраженного умственного недоразвития или снижения на фоне органической патологии мозга. Согласно исследованиям, в 25 % случаев реципиент бреда также болеет каким-либо хроническим соматическим заболеванием.
У реципиента бредовая система обычно становится более близкой к реальности и правдоподобной.
Известны также ситуации, в которых индуктором бреда является психически здоровый человек, каким-то образом привносящий в психику больного бредовую фабулу — либо случайно, в виде шутки, принимаемой больным в силу состояния за истину с последующим присвоением и развитием, либо в силу собственного положения, когда в структуру бреда больного включаются те или иные действия врача-психиатра, персонала отделения и т. п.
Индуцирующие моменты чрезвычайно важны при возникновении массовых психозов. Так, например, женщина, выкрикивающая в состоянии кликушеского экстаза разнообразные фанатические идеи, могла индуцировать толпу, которая потом «видела» «чёрта с рогами и хвостом», «ведьму в ступе» и т. п.. В России подобные ситуации многократно описывались до революции, за рубежом встречаются и поныне. В подобных случаях массовые психозы начинаются с индукции толпы одним человеком. В любом случае основу такого психоза составляют истеричность, внушаемость в сочетании с недостаточным уровнем интеллекта участников происшествия. Бредовая фабула в подобных ситуациях, как правило, примитивна, однотипна для ряда подобных случаев и не имеет развития. До сих пор остаются неясными отличия индуцированного бредового расстройства от «группового помешательства» (фанатизма религиозного сектантства и т. д.).
Особая разновидность индуцированного бреда — конформный бред, при котором у нескольких близких (насколько это вообще возможно) больных, в том числе с разными заболеваниями или с разными формами одного заболевания, отмечается одна и та же картина бреда.

## Эпидемиология
Индуцированное бредовое расстройство встречается чаще у женщин, чем у мужчин.

## Диагностические критерии

### МКБ-10
Диагноз индуцированного бредового расстройства по Международной классификации болезней ставится при соответствии следующим критериям:

1. один или два человека разделяют один и тот же бред или бредовую систему и поддерживают друг друга в этом убеждении;
2. у них имеется необычно тесное взаимоотношение;
3. имеется сведение, что бред был индуцирован пассивному члену пары или группы путём контакта с активным партнёром.

— Международная классификация болезней, 10-й пересмотр
Индуцированные галлюцинации встречаются редко и не исключают данного диагноза. Если оба человека, живущие совместно, имеют психотические расстройства, ни одному не следует ставить диагноз индуцированного бредового расстройства, даже если они разделяют некоторые бредовые убеждения.
Включаются:
- конформный бред;
- folie à deux;
- индуцированное параноидное расстройство;
- индуцированное психотическое расстройство;
- симбиотический психоз.

Исключается:
- одновременный психоз.

## Лечение
Бред обычно проходит при разлучении реципиента и индуктора. Также необходимо обеспечение эмоциональной поддержки реципиенту, которая компенсирует потерю индуктора бреда.

## В культуре
- В фильме «Глюки» (англ. Bug, 2006 год) представлен пример индуцированного бредового расстройства[9]. В нём психически больной Питер Эванс индуцирует дерматозойным бредом Агнес Уайт.